# Dike Basket Napoli
La Dike Basket Napoli è stata una società di pallacanestro femminile di Napoli che disputava il campionato di Serie A1.
Giocava le partite interne al PalaVesuvio e i suoi colori sociali erano il blu, il bianco e l'arancione.

## Storia
Nata come Associazione Sportiva Dilettantistica Gymnasium Napoli è giunta in Serie A2 in seguito a ripescaggio dopo i play-off di Serie B d'Eccellenza femminile nel 2007. Nel 2011 cambia denominazione in Dike Basket Napoli. La società nel 2014 vince il suo primo trofeo con la prima squadra (dopo essere stata con le rappresentative giovanili Campione d'Italia cat. Under 14 femm. nel 2006, Campione d'Italia cat. Under 14 femminile nel 2007, Campione d'Europa cat. Under 14 nel 2007 a Mosca e Campione d'Italia 3 vs 3 nel 2007): riescono infatti a vincere la Coppa Italia di Serie A2.
Viene ammessa nel campionato di Serie A1 2014-2015, in quello che risulta essere il primo massimo campionato per la società.
Il 24 gennaio 2019 si ritira dal campionato di serie A1, quando occupava il quarto posto in classifica.

## Cronistoria
| Cronistoria del Dike Basket Napoli. |
| --- |
| - 2005-06 · Protom, 5ª nel girone D della Serie B d'Eccellenza. - 2006-07 · Kocca Jeans, 1ª nel girone D della Serie B d'Eccellenza; terza alle final-four promozione: ripescata in Serie A2. - 2007-08 · Kocca Jeans, 12ª nel Girone Sud della Serie A2, salva ai play-out. - 2008-09 · Kocca, 5ª nel Girone Sud della Serie A2, sconfitta in semifinale play-off promozione. - 2009-10 · General Construction Coconuda, 10ª nel Girone Sud della Serie A2, sconfitta nei quarti play-off promozione. - 2010-11 · Saces, 9ª nel Girone Sud della Serie A2. Rinasce come Dike Basket Napoli. - 2011-12 · Saces, 8ª nel Girone Sud della Serie A2, sconfitta nei quarti promozione del Girone Sud. - 2012-13 · Saces, 4ª nel Girone Sud della Serie A2, sconfitta nelle semifinali promozione del Girone Sud. - 2013-14 · Saces Mapei, 1ª nel Conference Centro-Sud della Serie A2, 5ª nel Poule promozione; ammessa in Serie A1. Vincitrice della Coppa Italia di Serie A2. - 2014-15 · Saces Mapei Coconuda, 6ª in Serie A1, semifinali play-off. - 2015-16 · Saces Mapei Givova, 8ª in Serie A1, primo turno dei play-off; ottavi di finale nell'Eurocoppa - 2016-17 · Saces Mapei Givova, 6ª in Serie A1, quarti di finale play-off. - 2017-18 · Saces Mapei Givova, 4ª in Serie A1, semifinali play-off. - 2018-19 · Saces Mapei Givova, in Serie A1 - Ritiro |

## Palmarès
- Coppa Italia di Serie A2: 1
2014

## Statistiche e record

### Partecipazione ai campionati
| Livello | Categoria            | Partecipazioni | Debutto   | Ultima stagione |
| ------- | -------------------- | -------------- | --------- | --------------- |
| 1º      | Serie A1             | 5              | 2014-2015 | 2018-2019       |
| 2º      | Serie A2             | 7              | 2007-2008 | 2013-2014       |
| 3º      | Serie B d'Eccellenza | 2              | 2005-2006 | 2006-2007       |

La Dike Basket Napoli ha disputato complessivamente 14 stagioni sportive a livello nazionale.